# Биньчжоу (Шэньси)
Биньчжо́у (кит. упр. 彬州, пиньинь Bīnzhōu, буквально: «область Бинь») — городской уезд городского округа Сяньян провинции Шэньси (КНР). Городской уезд назван в честь существовавшей в этих местах в средневековье административной единицы.

## История
В XVI веке до н. э. в этих местах было создано царство Бинь (豳国).
После того, как царство Цинь завоевало все прочие царства и создало первую в истории Китая централизованную империю, в этих местах был создан уезд Цисянь (漆县). Во времена диктатуры Ван Мана он был переименован в Цичжи (漆治县), но при империи Восточная Хань ему было возвращено прежнее название.
При империи Северная Вэй в 468 году был создан уезд Байту (白土县). При империи Суй в 584 году он был переименован в Синьпин (新平县). При империи Тан в 619 году из уезда Синьпин был выделен уезд Юншоу (永寿县), а 628 году — уезд Илу (宜禄县).
После монгольского завоевания в 1270 году уезд Илу был присоединён к уезду Синьпин.
При империи Мин в 1368 году была создана область Биньчжоу (邠州), в которую вошли уезды Синьпин и Чуньхуа. В 1370 году уезд Синьпин был расформирован, а его территория перешла под непосредственное управление областных структур.
При империи Цин область Биньчжоу была в 1725 году поднята в статусе до «непосредственно управляемой» (то есть стала подчиняться напрямую правительству провинции, минуя промежуточное звено в виде управы).
После Синьхайской революции в Китае была проведена реформа административного деления, и области были упразднены; в 1913 году на землях, ранее напрямую подчинявшимся властям области Биньчжоу, был создан уезд Биньсянь (邠县).
В 1950 году был создан Специальный район Баоцзи (宝鸡专区), и уезд вошёл в его состав. В 1956 году Специальный район Баоцзи был расформирован, и уезд стал подчиняться напрямую властям провинции. В 1958 году к уезду Биньсянь были присоединены уезды Чанъу и Сюньи.
В 1961 году был вновь создан Специальный район Сяньян, и восстановленный в прежних границах уезд вошёл в его состав. В 1964 году в связи с тем, что иероглиф 邠 был выведен из обращения как устаревший, название уезда стало вместо 邠县 писаться 彬县. В 1969 году Специальный район Сяньян был переименован в округ Сяньян (咸阳地区).
В сентябре 1983 года постановлением Госсовета КНР были расформированы округ Сяньян и город Сяньян, и образован городской округ Сяньян.
В мае 2018 года постановлением Госсовета КНР уезд Биньсянь был преобразован в городской уезд Биньчжоу.

## Административное деление
Городской уезд делится на 1 уличный комитет и 8 посёлков.